# Isabella Banks
Isabella Varley Banks (ur. 25 marca 1821 w Manchesterze, zm. 4 maja 1897) – poetka i powieściopisarka angielska epoki wiktoriańskiej.
W 1846 poślubiła dziennikarza i wydawcę George’a Banksa. Swoje utwory podpisywała najczęściej Mrs G. Linnaeus Banks. Znana jest głównie jako autorka powieści The Manchester Man, opowiadającej o życiu i karierze Jabeza Clegga na tle panoramy przemysłowego miasta w czasach wczesnego kapitalizmu.